# Pohon Sirih
Pohon Sirih is een bestuurslaag in het regentschap Flores Timur van de provincie Oost-Nusa Tenggara, Indonesië. Pohon Sirih telt 725 inwoners (volkstelling 2010).